# 復活 尾崎豊 YOKOHAMA ARENA 1991.5.20
『復活 尾崎豊 YOKOHAMA ARENA 1991.5.20』（ふっかつ おざきゆたか ヨコハマ・アリーナ せんきゅうひゃくきゅうじゅういち ご にじゅう）は、日本のミュージシャン、シンガーソングライターである尾崎豊の18作目の映像作品。英題は『Yutaka Ozaki Yokohama Arena 1991/5/20 The First Day』。
2014年4月16日にソニーPCLよりDVD及びBlu-ray Discでリリースされた。

## 解説
1991年5月20日にスタートした尾崎のライブツアー「1991 BIRTH TOUR」の初日の会場となった神奈川県横浜市の横浜アリーナで行われたライブから構成されている。
本作は2012年に劇場公開された映画『復活 尾崎豊 YOKOHAMA ARENA 1991.5.20』のパッケージ版であり、劇場公開された内容に加えて2曲がボーナストラックとして収録されている。
本編終了後のエンディングテーマは須藤晃の息子であるTomi Yoが手がけている（曲名のクレジットなし）。
ブックレットには「尾崎千夜一夜」と題された須藤晃のコメントが掲載されている。
Blu-ray版にのみ田島照久による「YOKOHAMA ARENA 1991.5.20 フォトギャラリー」が収録されている。

### 収録曲
全曲、作詞・作曲：尾崎豊
1. 「FIRE」
2. 「Driving All Night」
3. 「十七歳の地図」- SEVENTEEN'S MAP
4. 「僕が僕であるために」- MY SONG
5. 「きっと忘れない」- HAPPY BIRTHDAY
6. 「卒業」 - GRADUATION
7. 「Freeze Moon」
8. 「永遠の胸」
9. 「太陽の破片」
10. 「誕生」- BIRTH

- アンコール

1. 「I LOVE YOU」
2. 「シェリー」- Shelly

- エンディング

1. 「風の迷路」- WHAT IS LOVE（スタジオ版）

- ボーナストラック

1. 「Scrambling Rock'n'Roll」
2. 「LOVE WAY」

## 参加ミュージシャン
「Yutaka Ozaki & THE BIRTH TOUR BAND」
- 尾崎豊 - ボーカル、ギター、ピアノ、ブルースハープ
- 西本明 - キーボード
- 長田進 - ギター
- 鈴川真樹 - ギター
- 渡辺茂 - エレクトリックベース
- 滝本季延 - ドラムス
- 里村美和 - パーカッション
- 関誠一郎 - サクソフォン、キーボード
- 岩本章子 - コーラス
- 山根栄子 - コーラス